# Lev jeskynní

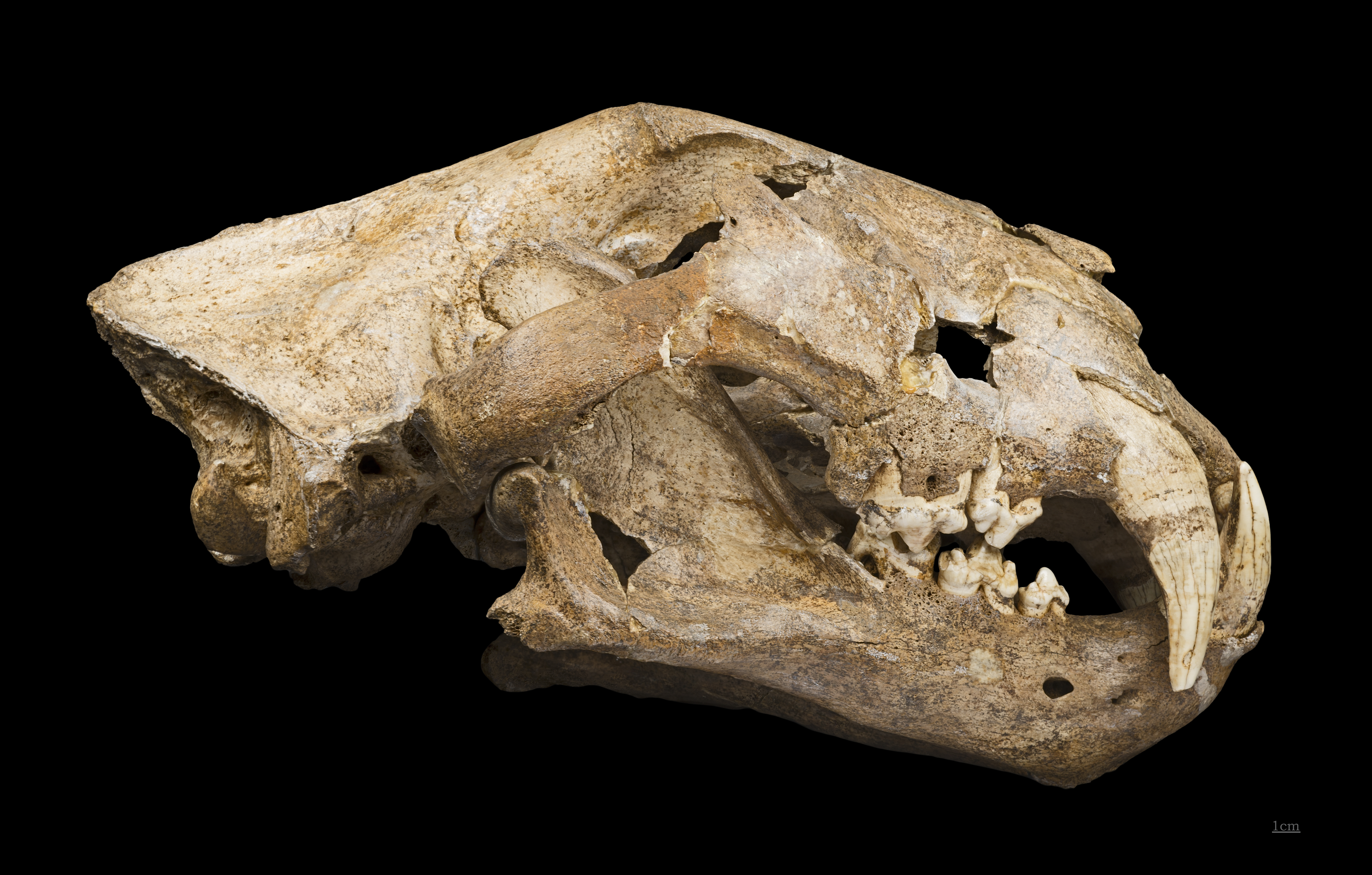
lebka lva jeskynního

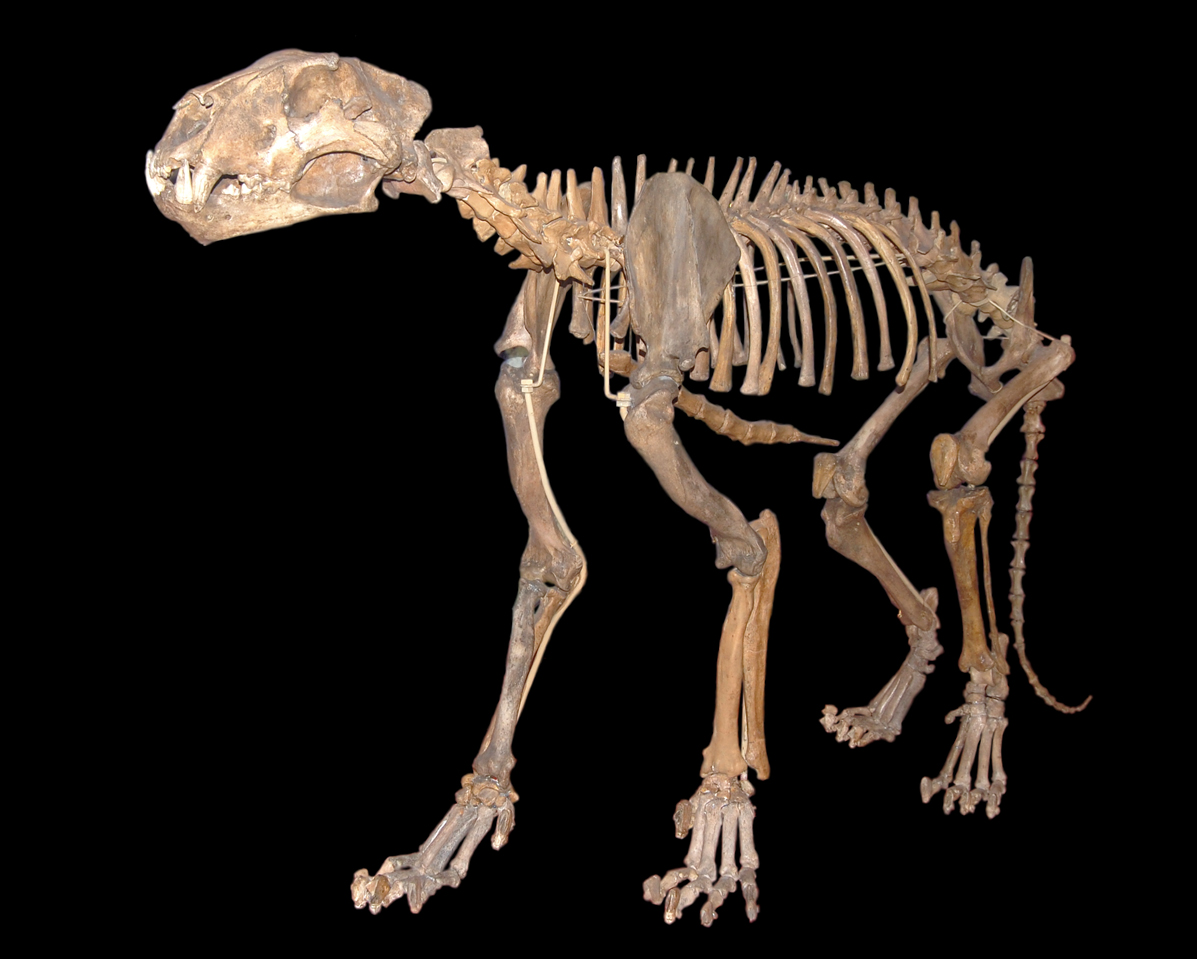
kostra lva jeskynního

Lev jeskynní (Panthera spelaea, dříve též Panthera leo spelaea) byl druh kočkovité šelmy z rodu Panthera žijící v období středního a svrchního pleistocénu ve většině Evropy, částech Asie a možná i na severozápadě Severní Ameriky. Dříve byl považován za poddruh lva (a nazýván trinomickým jménem Panthera leo spelaea), podle nových analýz mtDNA však jde o samostatný druh, jehož linie se nejspíše oddělila od sesterského druhu Panthera leo před téměř dvěma miliony let. Je známý nejen z fosilií, ale i z pravěkého umění. Dnes jsou jeho napodobeniny lákadlem v mnohých muzeích.

## Klasifikace
Lev jeskynní často byl a podle některých současných publikací i dosud je považován (pod názvem Panthera leo spelaea) za poddruh lva, tedy druhu, kam patří i recentní poddruhy. Někteří vědci ho dokonce řadili do druhu tygr, tedy Panthera tigris spelaea.[zdroj?]
Nové analýzy kompletního mitochondriálního genomu sice ukázaly úzkou příbuznost s dnešním lvem, ale také naznačují, že se vývojové linie Panthera spelaea a Panthera leo pravděpodobně oddělily již před 1,89 milionu let (s věrohodností 95 % to bylo v rozmezí 1,23 až 2,93 mil. let) a je tedy vhodné lva jeskynního považovat za samostatný druh. Studie z roku 2020 tento závěr potvrdila, přičemž stanovila přibližné datum rozdělení linií na dobu před 1,85 miliony let (s rozptylem 0,52–2,91 mil. let). Podle ní se lev jeskynní dělil na dva základní klady (pravděpodobně poddruhy). Jeden obýval tzv. Beringii, druhý Evropu a severní Asii.
Ze studie z roku 2016 vyplývá, že další vývojová větev rodu Panthera, považovaná za odlišný vyhynulý druh Panthera fossilis Reichenau 1906 (případně poddruh Panthera leo fossilis), žijící ve středním pleistocénu, je patrně pouze formou Panthera spelaea.
Rovněž existuje teorie, že jeskynní lvi žijící v pleistocénu na Aljašce, v Yukonu a v republice Sacha tvoří další odlišný poddruh lva – Panthera leo vereshchagini Baryshnikov & Boeskorov, 2001. Studie z roku 2020 tento předpoklad potvrzuje.
Nejstarší pozůstatky jeskynních lvů jsou staré 370 tisíc let a k jeho vyhynutí došlo pravděpodobně před 12,5 tisíci let. Vymření způsobil zřejmě konec doby ledové. Mohlo ho také způsobit vymizení megafauny, kterou lovili, a tak vyhynuli také. Lvi žili v Evropě (na Balkáně) až do 1. století, nešlo však o lvy jeskynní.[zdroj?] V sibiřském permafrostu byla objevena také subfosilní zdechlina asi měsíc starého lvíčete tohoto druhu.

## Popis

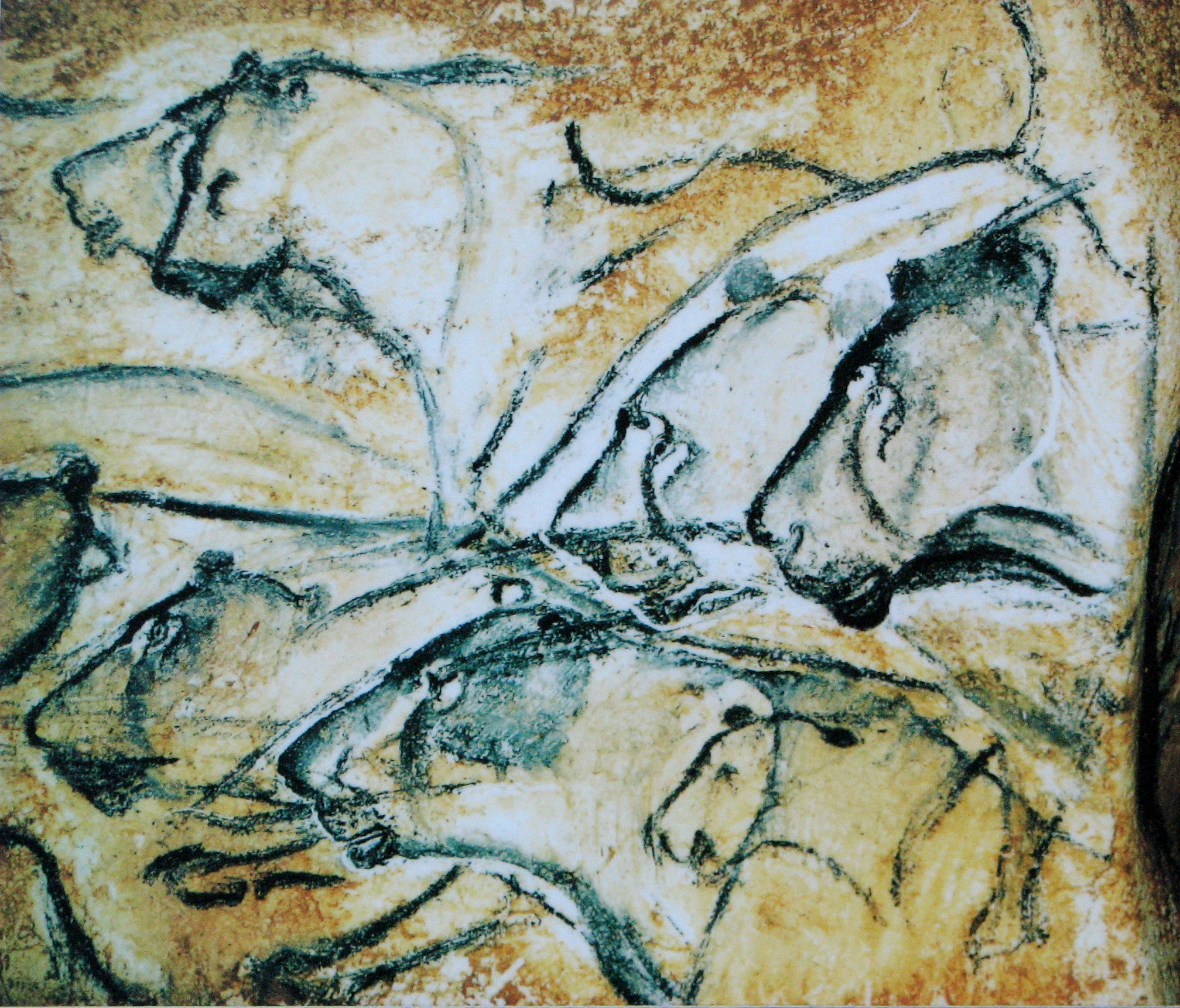
Malby lvů jeskynních v Chauvetově jeskyni ve Francii

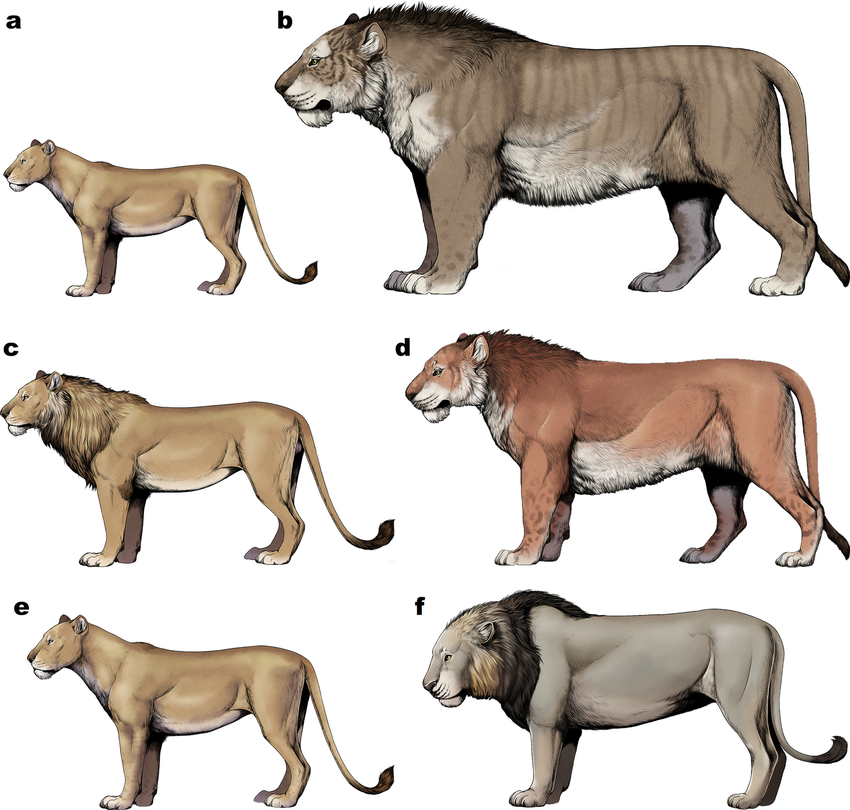
Porovnání velikostí lvů jeskynních ze tří nalezišť s moderními lvy africkými a perským.

Lev jeskynní dosahoval větší velikosti než dnešní lev. Na délku měřil 2,1–2,5 metru (bez ocasu) a byl vysoký až 1,4 metru. Pohlavní dimorfismus byl extrémně výrazný, samci byli v průměru o 31 % větší a 80 % těžší než samice. Obvykle vážili 250–320 kilogramů. Celkově byl tento druh minimálně o 10 % větší a o 30 % těžší než moderní lev. Místní populace či poddruhy se ovšem mohly velikostí výrazně lišit a navíc se velikost měnila v čase: v pozdním pleistocénu byly rozměry této šelmy menší než ve středním. Největších rozměrů dosahovala populace z dnešní západní Ukrajiny, fosilní pozůstatky ukazují na hmotnost samců i více než 500 kg, čímž by se jednalo o jednu z největších kočkovitých šelem všech dob. Na druhou stranu samice z pozdního pleistocénu mohly vážit jen okolo 100 až 120 kg. Průměrná maximální délka lebek samic se pohybovala okolo 30 cm, u samců kolem 40 cm, největší jedinci mohli mít lebku dlouhou až téměř 50 cm.
Dle jeskynních maleb měl ocas zakončený střapcem a samci měli nevýraznou hřívu.  Vyskytují se na jeskynních malbách, pravěkých figurkách ze slonoviny nebo jílu. Figurky zřejmě měly náboženský význam. Objev mláděte starého 43 500 let ukázal, že srst těchto šelem mohla být skvrnitá.

## Výskyt
Žil na většině území Evropy (vyjma nejsevernějších oblastí), ve střední Asii a jižnějších oblastech Sibiře a zřejmě i na Aljašce a v Yukonu. Pravděpodobně preferoval otevřenou krajinu (jako stepi či tundry), ale žil také v lesích. Žil také na území České republiky, kde bylo nalezeno mnoho jeho pozůstatků.
Řada jeho pozůstatků byla nalezena v jeskyních, nicméně mohly se tam dostat i za pomoci různých mrchožroutů (například hyen). Není úplně zřejmé, zda lev žil skutečně v jeskyních, nicméně přinejmenším zde vyhledával určitou kořist.

## Zajímavé objevy
Velice zachovalé pozůstatky byly nalezeny 2015 v republice Sacha (Jakutsko) na Sibiři v údolí řeky Indigirky. Šlo o dvě týden stará zmrzlá mláďata z doby před asi 25 až 55 tisíci lety. Ještě zachovalejší mrazem mumifikovaná těla dvou mláďat byla objevena zhruba ve stejné oblasti v letech 2017 a 2018. Jedinci s přezdívkami "Sparta" (stáří kolem 28 tisíc let) a "Boris" (stáří kolem 43 tisíc let) zahynuli shodně asi v 1 až 2 měsících věku. Těla jsou natolik dobře dochovaná, že umožňují určit barvu těchto mláďat a rekonstruovat jejich podobu i pravděpodobnou ekologii.

## Chování
Lev jeskynní patřil spolu s hyenou jeskynní k vrcholovým predátorům své doby. Podle nejnovějších zjištění mezi těmito šelmami nedocházelo k zásadnímu potravnímu překrytí a tím ani k velkému konkurenčnímu tlaku. Nicméně našly se tafonomické důkazy, že občas mezi nimi docházelo ke krvavým střetům. Lev lovil velké býložravce, především soby, dále pak jeleny rodu megaloceros, koně, mláďata mamutů či srstnatých nosorožců. Mezi jeho oblíbenou kořist patřila i mláďata medvědů jeskynních. Napadal občas i dospělé jedince medvědů (kteří mohli chránit svá mláďata) a ne vždy z těchto soubojů vycházel jako vítěz. Není jasné, zda lovil ve smečkách, malba skupiny lvů ze Chauvetovy jeskyně naznačuje, že tomu tak být mohlo. Při lovu zřejmě kořist nejprve strhl k zemi a poté se zakousl do krku či hrudi a kořist zabil.[zdroj?]